# اوئنه
اوئنه شهری در شهرستان رولو در استان بام در بورکینافاسوی شمالی است و جمعیت آن ۳۴۶ نفر است.